# Pseudohalonectria longirostrum
Pseudohalonectria longirostrum är en svampart som beskrevs av Shearer 1989. Pseudohalonectria longirostrum ingår i släktet Pseudohalonectria och familjen Magnaporthaceae.   Inga underarter finns listade i Catalogue of Life.